# Water Tower Place
Der Water Tower Place ist ein 74 Stockwerke hoher Wolkenkratzer in der amerikanischen Großstadt Chicago. Das Gebäude  beherbergt sowohl ein achtstöckiges Einkaufszentrum mit 70,400 m2, als auch Büros und Apartments. Beide Gebäudeteile sind miteinander verbunden und bilden so den Water Tower Place. Der Komplex liegt an der North Michigan Avenue und an der Magnificent Mile. Der Name leitet sich vom naheliegenden Chicago Water Tower ab.

## Geschichte

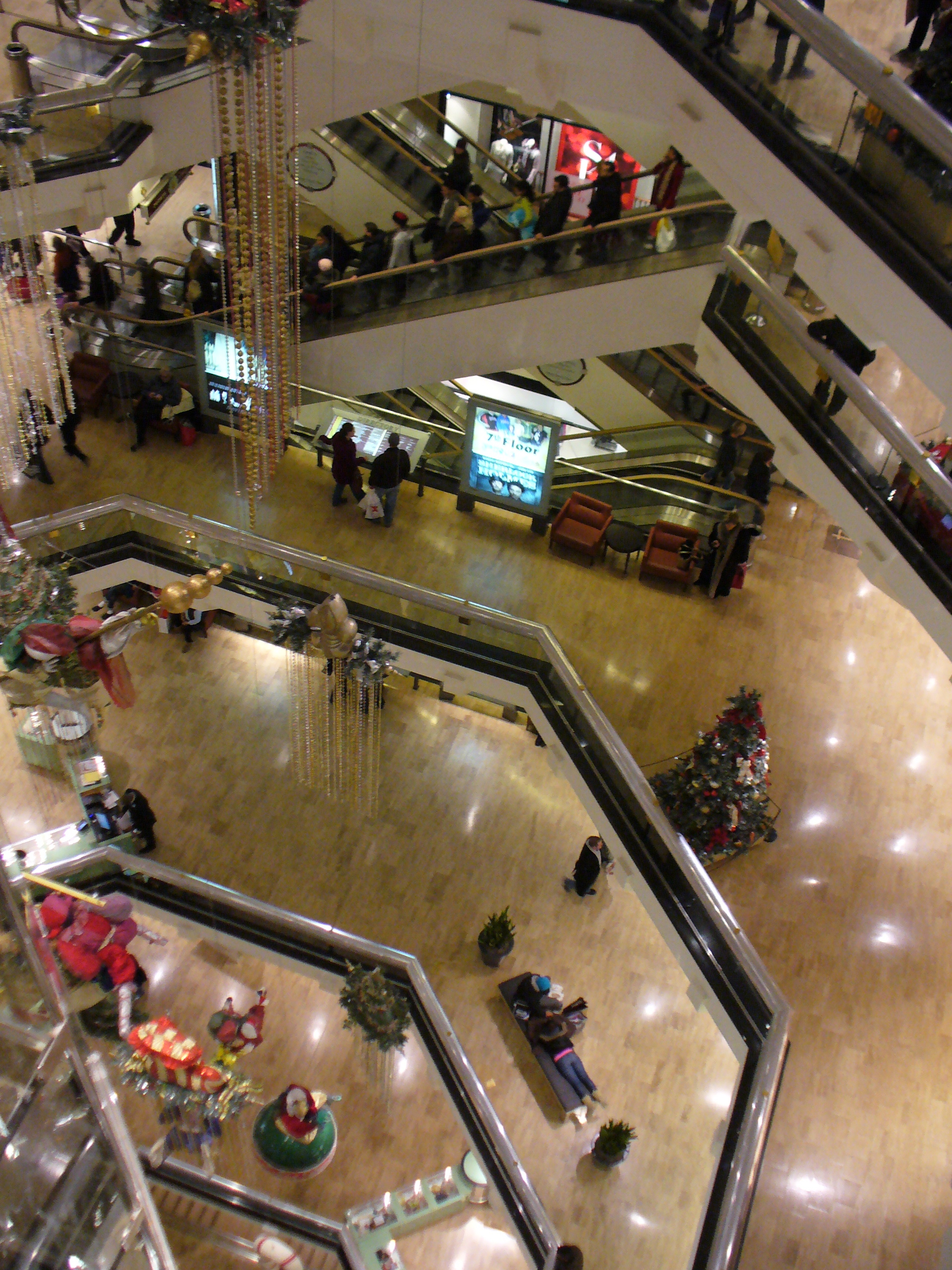
Das Einkaufszentrum im Gebäude

Ursprünglich war geplant, dass die Bauarbeiten für den Water Tower Place schon in den späten 1960er Jahren anfangen sollten, doch das Bauunternehmen Mafco, das bereits beim Bau des Marshall Field beteiligt war, startete die Bauarbeiten erst 1975.
Der Wolkenkratzer des Areals ist 262 Meter hoch und weist 74 Stockwerke auf, Bauelemente waren zumeist verstärkte Betonplatten. Derzeit ist der Turm des Water Tower Place das neunthöchste Gebäude in Chicago. Bei seiner Fertigstellung im Jahr 1976 war es das höchste aus Stahlbeton gebaute Gebäude der Welt und verlor seine Titel erst 1990 an den 293 Meter hohen 311 South Wacker Drive, der ebenfalls in Chicago steht. Das Gebäude unterhält das preisgekrönte Ritz-Carlton Hotel, Luxus-Eigentumswohnungen und Büroflächen. Der Haupteingang des Gebäudes befindet sich an der westlichen Seite direkt an der Magnificent Mile. Im Jahr 2002 begann eine groß angelegte Sanierung an beiden Gebäudeteilen.
Die Eröffnung des Water Tower Place veränderte die wirtschaftliche Dynamik der Magnificent Mile, sie wurde nun das Zentrum von teurem Einzelhandel und Wohnen. Dreißig Jahre nach der Eröffnung sind die Residenzen und Appartements eine der höchst angesehenen Adressen in Chicago und Umgebung und das Einkaufszentrum ist fast vollständig an Groß- und Kleinkonzerne vermietet. Über hundert Läden sind in dem gesamten Gebäudeteil vorzufinden. Vertreten sind beispielsweise Unternehmen wie Adidas, Lacoste und Victoria’s Secret. Das ganze Areal umfasst einen Block ein und ist somit das zweitgrößte Einkaufszentrum Chicagos. Einer der berühmtesten Bewohner des Gebäudes ist Oprah Winfrey.
Eigentümer des Gebäudes ist General Growth Properties.